# Terry Zwigoff
Terry Zwigoff (Appleton, 18 maggio 1949) è un regista, sceneggiatore e produttore cinematografico statunitense.
I suoi film più famosi sono Babbo bastardo e Ghost World.

## Filmografia
- Louie Bluie (1986) - documentario
- Crumb (1994) - documentario
- Ghost World (2001)
- Babbo bastardo (Bad Santa) (2003)
- Art School Confidential - I segreti della scuola d'arte (Art School Confidential) (2006)
- Budding Prospects (2017) - episodio Pilot